# Elitserien i speedway 2001
Elitserien i speedway 2001

## Sluttabell 2001
1. Rospiggarna, Hallstavik, 37 poäng
2. Masarna, Avesta, 28
3. Västervik Speedway, Västervik, 28
4. Valsarna, Hagfors, 26
5. Smederna, Eskilstuna, 25
6. Svelux, Målilla, 25
7. Vargarna, Norrköping, 17
8. Indianerna, Kumla, 16
9. Kaparna, Göteborg, 12
10. Bysarna, Visby, 10

## Svenska mästare 2001
- Rospiggarna